# Вихрести
Ви́хрести — представники інших релігій, які добровільно чи примусово перейшли в християнство; переважно колишні юдеї й мусульмани, рідше — язичники, індуїсти, буддисти. У християнських країнах термін «вихрест» інколи міг мати зневажливе значення — неповноцінний християнин. В українських землях найчастіше позначав охрещеного юдея, рідше — татарина.
Слід звернути увагу, що поряд з наверненням у християнство (переважно в християнських країнах), відомі випадки навернення і в інші релігії (напр. в іслам в мусульманських) з християнства. Всі ці випадки мають багато спільних ознак, серед яких основні — погане розуміння основ і гоніння на прихильників віровчення, успадкованого від предків, пошук матеріальних і духовних благ, які дає нове віровчення тощо.
Див. також марани, мориски.

## Вихрести з юдеїв
Особливо часто євреї стали приймати християнство у XIX — початок XX століття, коли релігійна приналежність до юдаїзму вже не ототожнювалось винятково з національною приналежністю. Історично існувало як примусове хрещення євреїв, так і добровільне прийняття християнства.
Перехід до християнства знімав з єврея освітні та ряд інших обмежень, які існували в деяких державах, як наприклад у Російській імперії до 1917. Зокрема, в Росії євреї нерідко приймали лютеранську віру — вихідцем з єврейсько-лютеранської сім'ї був відомий композитор Р. М. Глієр. За російським законодавством дозволявся шлюб між юдеями і лютеранами без зміни віри.
Відомі випадки, коли євреї зрікались юдаїзму для отримання права придбання землі поза межами смуги осілості, наприклад у Ворзелі біля Києва.
Серед української козацької старшини, а також польської шляхти і російських дворян існувало чимало родів, засновниками яких були хрещені євреї. Серед них — Герцики, Крижанівські та інші. До вихрестів також належали предки В. І. Леніна, Карла Маркса та ін.

## Вихрести з мусульман
В Україні найбільшу кількість вихрестів з мусульман традиційно становили представники різних тюркомовних народів, яких традиційно об'єднували під назвою татари. Їх кількість значно зросла в часи розпаду Золотої Орди, чимало їх також було в інші часи. Значна частина шляхетських родів Речі Посполитої, особливо з України і Білорусі ведуть своє походження від цих людей. Серед відомих вихрестів і їх нащадків — князі Глинські, Агатангел Кримський — відомий український сходознавець та багато інших. Чимало вихрестів було серед українського козацтва, про що є численні згадки в творах української літератури.

## Вихрести змішаного походження
На землях Русі, а потім і України здавна відоме явище людей змішаного походження, предками яких були люди різних віросповідань. Таким людям зазвичай було часто визначитися з вибором релігійної приналежності. В християнському суспільстві, яким була Україна, такі люди досить часто приймали християнство, не пориваючи при цьому повністю і з віровченням інших своїх предків.
В численних історіях часів Козаччини часто згадуються люди, частина предків яких була християнами, а частина мусульманами. З їх середовища вийшло чимало отаманів українського і донського козацтва, таких як Степан Разін чи Філон Джалалій. Цікавим є те, що якщо в історіях про запорізьке козацтво частіше зустрічається сюжет про людей, батьком яких був татарин чи турок, а матір'ю — полонена українка, то в історіях про життя донського козацтва навпаки у козаків мусульманські предки частіше були по лінії матері, а сама мати як правило виступала полонянкою, захопленою в часи військових походів.

## Юдеохристияни
Юдеохристияни — релігійни спільноти, які існували в 1–3 ст. Члени спільноти, прийнявши християнське вчення (див. Християнство), не поривали з юдаїзмом.
У наш час тенденції юдеохристиянства відроджуються в русі «Євреї за Ісуса», представники якого сповідують як християнство, так і юдаїзм. В Україні громада «Євреї за Ісуса» вперше з'явилася в Одесі як місіонерська організація. Станом на а 2000 рік діяло 12 громад «Євреїв за Ісуса».